# TELDAT
TELDAT – polskie przedsiębiorstwo założone w 1997 r. z siedzibą w Bydgoszczy, działające głównie w branży obronnej i zarządzania kryzysowego, związanej z elektroniką, informatyką, telekomunikacją, w tym prowadzące prace badawczo-rozwojowe w tych dziedzinach. Opracowuje i produkuje ono systemy teleinformatyczne, oprogramowanie, komputery oraz urządzenia transmisji danych przeznaczone dla wojska, służb publicznych i uczelni zajmujących się głównie zarządzaniem kryzysowym. Wyroby TELDAT oraz świadczone usługi są wykorzystywane m.in. w: większości jednostek wojskowych i instytucjach MON oraz w wielu armiach sojuszniczych i wdrażane w kolejnych. Duża ich ilość od wielu lat była lub jest też eksploatowana w działaniach obronnych innych państw oraz we wszystkich operacjach zagranicznych SZ RP, np. w: PKW Afganistan, PKW w Republice Środkowoafrykańskiej, PKW Kongo, PKW Czad, PKW Orlik, w krajach nadbałtyckich i PKW Kosowo. Systemy TELDAT używano i sprawdzano także w dużej ilości przedsięwzięć wojskowych i związanych z zarządzaniem kryzysowym (w tym operacji FENIKS, wspierającej ludność i środowisko na terenach objętych powodzią w 2024 r.), w tym w kolejnych edycjach największych ćwiczeń rozgrywanych w kraju oraz za granicą, np.: Combined Endeavor, NATO CWID, NATO CWIX oraz Bold Quest, organizowanych przez Siły Zbrojne Rzeczypospolitej Polskiej, NATO i Siły Zbrojne USA. Jednym z produktów łączności i informatyki wojskowej oraz zarządzania kryzysowego TELDAT jest Sieciocentryczna Platforma Teleinformatyczna JAŚMIN - Wielodomenowy System Systemów Zarządzania Walką i Łączności na wszystkich poziomach dowodzenia w siłach zbrojnych oraz kierowania, łączności i wspomagania działania służb, m.in. w strukturach zarządzania kryzysowego. Jest to zbiór specjalistycznych systemów, urządzeń i oprogramowań o budowie modułowej, z których można sprawnie budować i integrować systemy tej klasy dla wspomnianych jednostek i instytucji państwowych lub sojuszniczych itp.
Współtwórcą, prezesem i współwłaścicielem spółki do września 2020 r. był dr inż. Henryk Kruszyński. Do tego czasu współtworzył on wszystkie produkowane przez przedsiębiorstwo teleinformatyczne systemy wsparcia dowodzenia, łączności, działań wojsk itp..

## Galeria

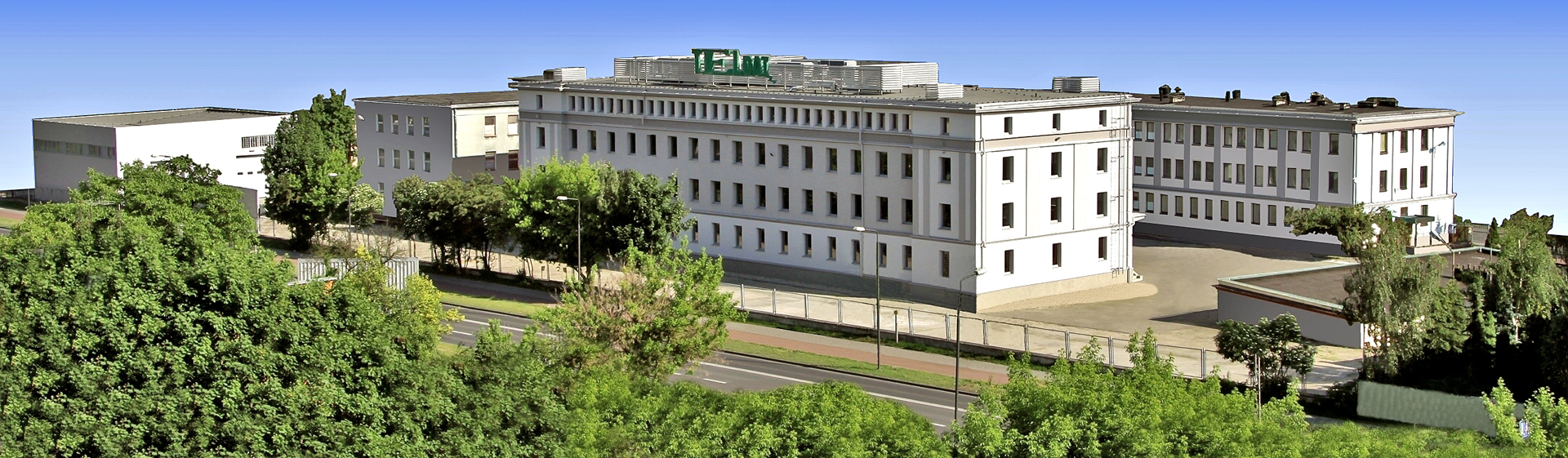
Teldat – siedziba (widok od strony północnej)
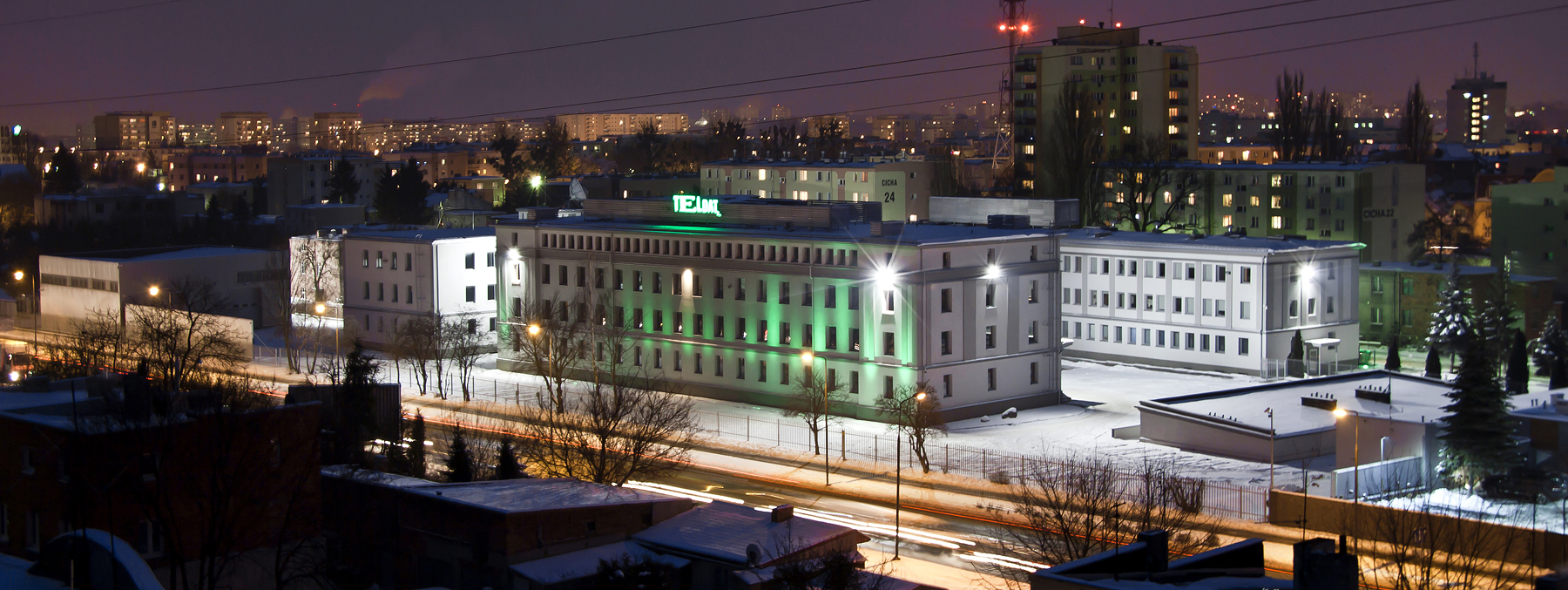
Teldat – siedziba (widok nocą od strony północnej)